# موريس ماناسيه
موريس ماناسيه (12 يناير 1943 في الهند - ) (بالإنجليزية: Maurice Manasseh)‏ هو لاعب كريكت بريطاني. لعب مع نادي مقاطعة ميدلسكس للكريكت ‏ ونادي الكريكت في جامعة أكسفورد ‏.

## وصلات خارجية
- موريس ماناسيه على موقع إي آس بي آن كريك إنفو (الإنجليزية)